# 베를린 이집트 박물관

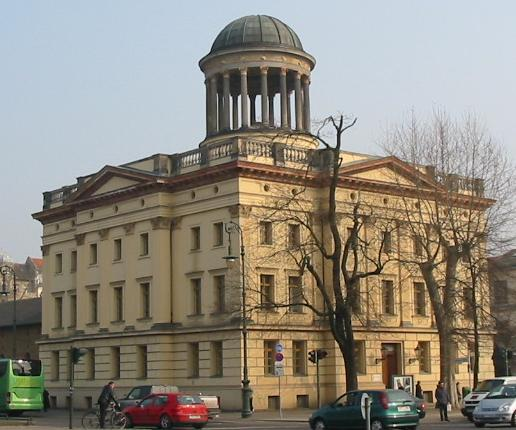
베를린 이집트 박물관

베를린 이집트 박물관(독일어: Ägyptisches Museum Berlin)은 독일 베를린에 있는 박물관이다.